# Cissus brevipes
Cissus brevipes är en vinväxtart som beskrevs av Morton & Standl.. Cissus brevipes ingår i släktet Cissus och familjen vinväxter. Inga underarter finns listade i Catalogue of Life.